# مستقبل الأستيل كولين المسكاريني M1
مستقبل الأستيل كولين المسكاريني M1، والمعروف كذلك بالمستقبل الكوليني المسكاريني 1؛ هو مُستقبِل مسكاريني، يُشفِّره الجين (CHRM1) في البشر. ويتمركز على الكروموسوم 11q13.